# Az-Zawayda
Az-Zawayda ou Zawaida, en arabe : الزوايدة, est une municipalité du gouvernorat de Deir el-Balah en Palestine. Elle est située à trois kilomètres au nord-est de Deir el-Balah et  du camp de réfugiés palestiniens de Maghazi dans la bande de Gaza.
Selon le recensement du bureau central palestinien des statistiques, la localité compte une population de 23 841 habitants en 2017.